# 伍全
伍全（1470年—？），字思謹，江西吉安府安福縣人，民籍，明朝政治人物。

## 生平
弘治十四年（1501年）辛酉科江西鄉試第八十五名舉人，正德三年（1508年）中式戊辰科會試第一百二十七名，二甲第六十七名進士。授隨州知州，升戶部主事，駐徐州，升戶部署郎中事主事，九年（1514年）修乾清宮，奉命於湖廣採大木，升河東鹽運使，嘉靖三年（1524年）七月升四川布政使司右參政。七年任河南右參政。

## 家族
曾祖伍體祥，封刑部員外郎；祖父伍希淵，廣西右布政使；父伍符，保定巡撫。母歐陽氏（贈安人）；繼母蕭氏（封安人）。重慶下。弟伍仝、伍會、伍含，從弟伍令。